# 單線剛果矮脂鯉
單線剛果矮脂鯉為輻鰭魚綱脂鯉目二列齒琴脂鯉科的其一種。

## 分布
本魚分布於非洲奈及利亞、迦納、喀麥隆、剛果、加彭的溪流中。

## 特徵
本魚體型修長，從吻部開始有一條黑條紋延伸至尾鰭末端，黑條紋上方有一金黃色條紋。背部長為黃褐色中透綠，腹部呈銀黃色。在產卵期，雄魚正方形背鰭和尾鰭上面部分出現紅色。背鰭軟條11至16枚；臀鰭軟條10枚。體長可達6.2公分。

## 生態
本魚棲息在雨林的溪流中，性情溫和膽小，喜群游，屬雜食性，以蠕蟲、甲殼動物與昆蟲等為食。

## 經濟利用
為觀賞性魚類，飼養時要有水草遮蔽。